# Александрицино
Александрицино — деревня в Костромском районе Костромской области. Входит в состав Кузьмищенского сельского поселения.

## География
Находится в юго-западной части Костромской области на расстоянии приблизительно 18 км на север-северо-восток по прямой от железнодорожной станции Кострома-Новая.

## История
В 1872 году здесь было учтено 17 дворов, в 1907 году здесь отмечено было 27 дворов.

## Население
Постоянное население составляло 93 человека (1872 год), 120 (1897), 141 (1907), 0 в 2002 году, 3 в 2022.